# Lampe
Lampe is een bestuurslaag in het regentschap Bima van de provincie West-Nusa Tenggara, Indonesië. Lampe telt 1351 inwoners (volkstelling 2010).